# Intergalactic: The Heretic Prophet
Intergalactic: The Heretic Prophet é um jogo de ação e aventura em desenvolvimento pela Naughty Dog e a ser publicado pela Sony Interactive Entertainment. Situado milhares de anos no futuro, acompanha a caçadora de recompensas Jordan A. Mun (Tati Gabrielle), presa em um planeta remoto enquanto busca por um sindicato do crime.
O desenvolvimento começou em 2020, após o lançamento de The Last of Us Part II, e é liderado pelo diretor de criação Neil Druckmann e pelos diretores de jogo Matthew Gallant e Kurt Margenau. A trilha sonora é composta por Trent Reznor e Atticus Ross.

## Premissa
Intergalactic: The Heretic Prophet é um jogo de ação e aventura ambientado milhares de anos no futuro, em um universo alternativo onde viagens espaciais avançadas já existiam em 1986. A caçadora de recompensas Jordan A. Mun fica presa no planeta remoto Sempiria enquanto persegue o sindicato criminoso Five Aces. Por mais de 600 anos, Sempiria esteve isolado do contato externo, e ninguém conseguiu sair de lá. Em sua busca por escapar, Jordan enfrenta robôs hostis armados com lâminas.

## Desenvolvimento
Intergalactic: The Heretic Prophet está em desenvolvimento pela Naughty Dog para o PlayStation 5. O projeto começou em 2020, logo após o lançamento de The Last of Us Part II; mais de 250 funcionários da Naughty Dog estão envolvidos no jogo. Neil Druckmann lidera o desenvolvimento como diretor de criação e roteirista, ao lado dos diretores de jogo Matthew Gallant e Kurt Margenau. A trilha sonora é composta por Trent Reznor e Atticus Ross.
Druckmann revelou estar trabalhando em um novo jogo durante o Summer Game Fest em junho de 2022 e, posteriormente, afirmou que estava montando uma equipe de roteiristas para estruturar o projeto "mais como uma série de TV" do que qualquer outro projeto anterior da Naughty Dog. A Sony Interactive Entertainment registrou a marca do título em fevereiro de 2024. Intergalactic é a primeira história original criada pela Naughty Dog desde The Last of Us (2013), e planeja-se que inicie uma nova franquia do estúdio.
Segundo Druckmann, a história explora "o que acontece quando você deposita sua fé em diferentes instituições". Ela é centrada em uma religião fictícia e inclui elementos de ficção científica, inspirando-se em animes como Akira (1988) e Cowboy Bebop (1998). Tati Gabrielle interpreta Jordan; Druckmann destacou sua atuação como marcante durante o processo de seleção, comparando seu teste ao de Ashley Johnson para Ellie, de The Last of Us. Gabrielle estrelou o filme Uncharted (2022) e a segunda temporada de The Last of Us (2025), ambos adaptações de franquias da Naughty Dog. Halley Gross interpreta AJ, agente de Jordan. Entre os membros do Five Aces estão Colin Graves (interpretado por Kumail Nanjiani) e um membro não identificado interpretado por Tony Dalton. Troy Baker também foi escalado para um papel não revelado.

## Promoção
A Naughty Dog revelou o jogo no Game Awards em 12 de dezembro de 2024, junto com seu primeiro trailer. O trailer, que faz uso da música "It's a Sin" dos Pet Shop Boys, mostra Jordan assistindo a anime, ouvindo músicas dos anos 1980 em um leitor de CD da Sony, pilotando uma nave espacial da Porsche e usando tênis Adidas.